# Municipio de Santa Inés de Zaragoza
El municipio de Santa Inés de Zaragoza es un municipio de 1,616 habitantes situado en el Distrito de Nochixtlán, Oaxaca, México.

## Demografía
En el municipio habitan 1,616 personas, el 41% habla una lengua indígena. En 2010, contaba con cinco escuelas preescolares, seis primarias, dos secundarias y un bachillerato.

## Localidades
En el municipio se encuentran los siguientes poblados, siendo Santa Inés de Zaragoza la cabecera municipal:
| Nombre de la localidad     | Población (2010) |
| -------------------------- | ---------------- |
| La Unión Zaragoza          | 252              |
| Santa Inés de Zaragoza     | 185              |
| La Paz                     | 179              |
| La Nopalera                | 139              |
| Barrio San Sebastián       | 108              |
| La Reforma                 | 105              |
| Carrizal (Laguna Zaragoza) | 103              |
| Loma Larga                 | 84               |
| Hitanume                   | 57               |
| El Noble                   | 53               |
| Pueblo Viejo               | 49               |
| El Tambor                  | 41               |
| Cuesta Blanca              | 40               |
| Cantera                    | 40               |
| Buena Vista                | 31               |
| La Aurora                  | 30               |
| El Molino                  | 29               |
| Cerro Grande               | 28               |
| Buena Vista                | 27               |
| La Escalera                | 27               |
| Cañada Chepiche            | 15               |
| La Era                     | 11               |
| Río Hondo                  | 11               |
| Rancho Baldomero Timoteo   | 10               |
| El Carrizal                | 9                |
| El Fresnal                 | 9                |
| Paraje del Perro           | 8                |
| La Bugambilia              | 6                |
| La Hacienda                | 6                |
| Río Salinas                | 6                |
| Ranchería 5 señores        | 5                |
| Cuesta Colorada            | 5                |
| La Represa                 | 2                |
| El Remolino                | 2                |